# Hope Academy Rwanda
Hope Academy Rwanda és una escola diària i internat a Kigali, Ruanda. HAR ofereix el pla d'estudis de Cambridge per a tots els graus. Per al curs d'educació de caràcters, HAR ofereix el currículum basat en els Estats Units, que és el primer pla d'estudis de caràcter per a estudiants de primària i secundària. Per al grau 12, ofereixen preparació de l'examen SAT i serveis de planificació i consultoria professional per continuar la seva educació arreu del món. HAR té programes d'educació estàndard a nivell mundial (Currículum Cambridge en totes les assignatures per a estudiants d'ensenyament primari i secundari, Cambridge ICT Starters Curriculum for Computer Science, Cambridge IGCSE Curriculum pels graus 10 & 11) i tecnologies per als seus estudiants.

## Instal·lacions
L'escola disposa de diverses instal·lacions: sala d'art, pistes de bàsquet, cafeteria, aules, laboratori d'informàtica, infermeria, sala de música, camps esportius, laboratori de ciències i piscina.